# هيلا كيبروب
هيلا كيبروب (بالإنجليزية: Helah Kiprop)‏ مواليد 7 أبريل 1985 هي عداءة مسافات طويلة كينية تشارك في سباقات نصف الماراثون والماراثونات،.

## أفضل الأرقام الشخصية
- سباق 5000 متر – 15:33.90 دقيقة (2007)
- سباق 10000 متر – 33:03.8 دقيقة (2009)
- 10 كلم جري – 31:19 دقيقة (2013)
- نصف الماراثون – 67:39 دقيقة (2013)
- ماراثون – 2:27:29 ساعة (2014)

## روابط خارجية
- هيلا كيبروب على موقع الاتحاد الدولي لألعاب القوى (الإنجليزية)
- هيلا كيبروب على موقع أوليمبيديا (الإنجليزية)